# Gianni López
Gianni César López Ramírez (Santiago) es un ingeniero y consultor chileno, director ejecutivo de la Comisión Nacional del Medio Ambiente de su país por un periodo de poco más de dos años, a comienzos de los 2000.

## Datos biográficos
Tras criarse en la comuna de San Bernardo, en la zona sur de Santiago, ingresó a la Universidad de Chile, casa de estudios en la que se tituló como ingeniero civil mecánico en 1988.
Comenzó su carrera en el área medioambiental, primero como coordinador de estudios para el control de emisiones de vehículos, luego como asesor del ministro de Transportes, Claudio Hohmann, y, más tarde, como director de la Conama Metropolitana, cargo en el que a comienzos de 2000 sucedió al democratacristiano Patricio Vallespín.
A comienzos de 2001 asumió la dirección ejecutiva de la Conama, responsabilidad en la que estuvo hasta comienzos de 2004.
Sin militancia política específica, se le considera cercano al Partido por la Democracia (PPD).
También es master en gestión y emprendimiento tecnológico por la Universidad Adolfo Ibáñez.